# Victòria della Rovere

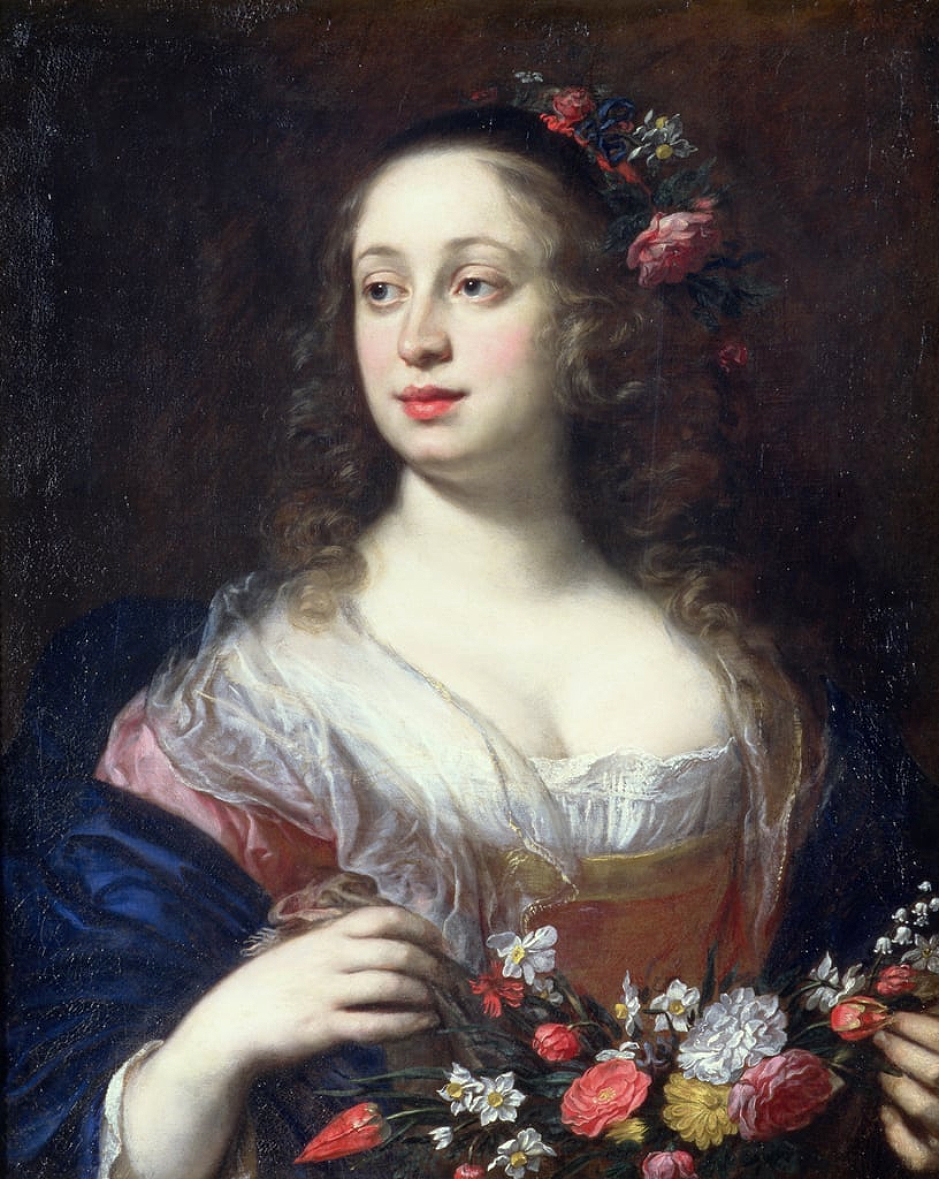
Retrat de Victòria della Rovere, obra de Giusto Suttermans.

Victòria della Rovere (en italià: Vittoria della Rovere (Urbino, Ducat d'Urbino 1622 - Pisa, Gran Ducat de Toscana 1694) fou una princesa d'Urbino que va esdevenir gran duquessa consort de Toscana. Dintre de la seua cort de dames, es pot destacar a Giovanna Fratellini, pintora barroca.

## Orígens familiars
Va néixer el 7 de febrer de 1622 a la ciutat d'Urbino sent filla de Frederic Ubald della Rovere i Clàudia de Mèdici. Fou neta per línia paterna de Francesc Maria II della Rovere i Livia della Rovere, i per línia materna de Ferran I de Mèdici i Cristina de Lorena, sent l'última en la línia dinàstica de la família della Rovere.

## Legítima hereva
Si bé Victòria era la legítima hereva del Ducat d'Urbino de mans del seu avi Francesc Maria II (el seu pare morí precipitadament el 1623), no es considerà la possibilitat que el ducat passés a mans d'una dona i d'aquesta a la família Mèdici, motiu pel qual fou annexat als Estats Pontificis per part del papa Urbà VIII. El 1631, adduint els seus drets dinàstics, els Mèdici reberen com a compensació la rica col·lecció d'art de la família della Rovere, que actualment es conserva als Uffizi i al Palau Pitti de Florència.

## Núpcies i descendents
Victòria fou promesa al seu cosí Ferran II de Mèdici, fill de Cosme II de Mèdici i Maria Magdalena d'Àustria, l'any 1623, si bé el matrimoni no es realitzà fins al 26 de setembre de 1633. D'aquesta unió nasqueren:
- Cosme de Mèdici (1639)
- Cosme III de Mèdici (1642-1723), Gran Duc de Toscana
- Francesc Maria de Mèdici (1660-1711), cardenal

El matrimoni entre ambdós fou infeliç, i després de descobrir la infidelitat del seu espòs, Victòria della Rovere visqué separada d'ell durant molt de temps. Retirada al convent de Montalve, morí el 6 de març de 1694 a la ciutat de Pisa.